# حسن کربلایی افغان
حسن کربلایی افغان، روستایی در دهستان بنجار بخش مرکزی شهرستان زابل در استان سیستان و بلوچستان ایران است.

## جمعیت
بر پایه سرشماری عمومی نفوس و مسکن در سال ۱۳۹۵، جمعیت این روستا برابر با ۱۰۰ نفر (۲۹ خانوار) بوده‌است.